# USS Lexington (1825)
La USS Lexington fue una fragata de la Armada de los Estados Unidos y el segundo buque en llevar dicho nombre. Construida en Nueva York en 1825, fue incorporada a la escuadra el 11 de junio de 1826 al mando del comandante William B. Shubrick.

## Historia
Tras ser destinado a proteger la actividad pesquera de su país en aguas de Labrador y efectuar una misión en Trinidad para repatriar los restos del comodoro Oliver Hazard Perry, en 1827 fue enviada al Mediterráneo por tres años. De regreso a Norfolk (Virginia) en el otoño boreal de 1830, fue retirada del servicio en el mes de noviembre. 

### Atlántico Sur: Malvinas
El 31 de mayo de 1831 fue reincorporada bajo el mando del comandante Silas Duncan y el 10 de junio fue enviada a São Paulo, Brasil, para ser agregada a la división naval del Atlántico Sur relevando al USS Vandalia (comandante Kennon).
Tras dejar Río de Janeiro el 3 de noviembre y hacer escala en Montevideo el 17 permaneció frente a Buenos Aires, donde recibió denuncias de la captura de varios barcos de pesca de bandera estadounidense por parte del gobernador de las Islas Malvinas Luis Vernet: las goletas Harriet (Gilbert Davison), Breakwater (Carew), Superior (Conger) y Belville.
La conservación de los recursos pesqueros y balleneros fue un eje central en la actividad de las nuevas autoridades malvinenses. Debido a la alarmante depredación de que eran objeto, una de las primeras leyes de Vernet fue prohibir la caza de focas y a cada embarcación que arribaba se le hacía llegar una circular donde se informaba que "(...) a todos los capitanes de los buques ocupados en la pesquera en cualquier parte de la costa perteneciente a su jurisdicción les ha de inducir a desistir, pues la resistencia los expondrá a ser presa legal de cualquier buque de guerra perteneciente a la República de Buenos Ayres; o de cualquier otro buque que en concepto de infrascripto se preste para armar, haciendo uso de su autoridad para ejecutar las leyes da la República. El suscripto también previene contra la práctica de matar ganado en la isla del Este".
El incidente que disparaba su intervención era el de la Harriet, que tras haber recibido de Vernet en noviembre de 1830 órdenes formales de no cazar focas, no solo las desobedeció, sino que comunicó a Vernet que lo había hecho y que eso no era de su incumbencia y continuó haciéndolo hasta su captura el 30 de julio de 1831.
Después de intercambiar correspondencia con George W. Slacum, quien aunque sin nombramiento actuaba como cónsul estadounidense tras la muerte de John Forbes, quien transmitía su reclamo al ministro de asuntos exteriores Tomás Manuel de Anchorena y remitir él mismo un oficio exigiendo el fin de las restricciones a la pesca y caza de focas, la devolución de los buques capturados, la indemnización a sus propietarios y el enjuiciamiento de Vernet como pirata, el 7 de diciembre envió un reporte al secretario de marina Levi Woodbury y el 9 partió rumbo a las Islas "para proteger el comercio y a los ciudadanos de los Estados Unidos" y "desarmar a esos sinvergüenzas y expulsarlos de las islas, único modo de prevenir que se repitan esos ultrajes".
El 28 de diciembre la Lexington entró en la Bahía Anunciación bajo bandera francesa. Invitó al segundo de Vernet, Matthew Brisbane y a Henry Metcalf a bordo y cuando acudieron los arrestó. Hecho esto, capturó la pequeña goleta Águila, desembarcó sus fuerzas y detuvo a la población del pequeño poblado de Puerto Luis, saqueó las instalaciones, clavó los cañones y quemó la pólvora. 
La población, exceptuando los gauchos del interior, fue subida a bordo de la Lexington, siete de ellos encadenados, tras lo que Duncan abandonó las islas, sin registrar lo sucedido en el cuaderno de bitácora. 
El 3 de febrero de 1832 la Lexington arribó a Montevideo, desde donde Duncan informó a su gobierno que "había decidido hacer pedazos y dispersar esa banda de piratas". Se dirige directamente al secretario de marina porque ha resultas de su acción había sido separado del mando por su superior el comodoro George Rodgers, comandante de la escuadra del Atlántico Sur
El incidente de la fragata Lexington ocasionó un serio conflicto con las autoridades argentinas, quienes alegaban que Vernet tenía derecho de confiscar los buques en la zona que incumplieran las leyes. 
El comodoro George Rodgers llegó a Buenos Aires en mayo de 1832 devolviendo a los prisioneros pero reclamando por lo que consideraba una violación del libre derecho de pesca.

### Pacífico
En 1836 pasó al Pacífico Sur para proteger el tráfico estadounidense en la región hasta 1840 en que volvió a los astilleros de la costa oriental de los Estados Unidos para ser rearmada, reemplazándose sus 24 cañones de a 24 por 6 carronadas de a 32, siendo en abril de 1843 nuevamente destinada al Mediterráneo, donde permaneció dos años.
Para la primavera boreal de 1846 la Lexington operaba en la costa occidental de México. Durante la guerra con México transportó tropas y asistió al bloqueo. El 12 de enero de 1847 participó de un ataque a San Blas (Nayarit) capturando varias piezas de artillería enemigas. Después de la guerra, permaneció en las costas de California para asegurar el control del territorio durante la transición y durante la posterior "Fiebre del oro de California".
Entre 1850 y 1853 operó en la costa oriental. El 18 de junio de ese año regresó a Nueva York para sumarse a la expedición del comodoro Matthew C. Perry a Japón para forzar el aislamiento de esta nación. Después del éxito de esa misión y la firma del Tratado de Kanagawa permaneció en oriente hasta regresar a Nueva York donde fue retirada de servicio el 26 de febrero de 1855 y finalmente vendida en 1860.